# Todorići (Trebinje)
Pour les articles homonymes, voir Todorići.
Todorići (en serbe cyrillique : Тодорићи) est un village de Bosnie-Herzégovine. Il est situé sur le territoire de la ville de Trebinje et dans la république serbe de Bosnie. Selon les premiers résultats du recensement bosnien de 2013, il compte 274 habitants.

## Géographie
Le village est entouré par les localités suivantes :
|         | Pridvorci    |               |
| Volujac | Todorići     | Gornje Čičevo |
|         | Donje Čičevo |               |

## Démographie

### Évolution historique de la population dans la localité
| 1948 | 1953 | 1961 | 1971 | 1981 | 1991 | 2013 |
| ---- | ---- | ---- | ---- | ---- | ---- | ---- |
| -    | -    | 64   | 74   | 92   | 121  | 274  |

|  |